# Вімблдонський турнір 1888
Вімблдонський турнір 1888 — 12-й розіграш Вімблдону. Турнір проводився з 9 до 16 липня. Ернест Реншоу з четвертої спроби виграв фінал. Він же здобув титул у парному турнірі (разом з братом). Лотті Дод захистила торішній титул.

## Дорослі

### Чоловіки, одиночний розряд
Ернест Реншоу переміг у фіналі  Герберта Лоуфорда, 6–3, 7–5, 6–0.

### Жінки, одиночний розряд
Лотті Дод перемогла у фіналі  Бланш Бінґлі, 6–3, 6–3.

### Чоловіки, парний розряд
Вільям Реншоу /  Ернест Реншоу перемогли у фіналі пару  Герберт Вілберфорс /  Патрік Боуз-Лайон, 2–6, 1–6, 6–3, 6–4, 6–3.